# Burg Wackenau
Die Ruine der Burg Wackenau liegt auf dem Gemeindegebiet von Bonaduz im schweizerischen Kanton Graubünden.

## Lage
Die spärlichen Ruinen der ehemaligen Spornburg liegen auf 630 m ü. M. etwa drei Kilometer nordwestlich der Gemeinde in typischer Spornlage über einer Schlaufe des Vorderrheins. Sie ist von einem Parkplatz westlich von Bonaduz in etwa zwanzig Minuten zu Fuss erreichbar. Seit dem Bau der Punt Ruinaulta kann die Ruine auch von der RhB-Bahnstation Trin her erreicht werden.
Unmittelbar oberhalb des Ruinenhügel bietet die nach der Burg benannte Aussichtsplattform einen weiten Blick in die Ruinaulta.

## Name
Ulrich Campell erwähnt um 1573 eine Burg Wackenauv oder Wackenoug  und deutet den Namen als «Wache über die Au» oder «wachendes Auge». Fortunat Sprecher erwähnt jedoch 1617 den Namen Vackenou. Diese Bezeichnung (Wacke = Feldstein, Kiesel) entspricht recht genau der Lage der Burg oberhalb beträchtlicher Geröllmassen, die der Vorderrhein hier abgelagert hat.

## Anlage
Die Burg war bergseits durch einen markanten Halsgraben geschützt. Dem Verlauf des Plateaus folgte eine Umfassungsmauer, von der noch im Westen Reste zu erkennen sind. Über dem Graben war der Bering als starke Schildmauer ausgebaut. In den Bruchsteinen sind runde Gerüsthebellöcher zu erkennen. Im Innern der Anlage finden sich im Nordosten kaum mehr wahrnehmbare Spuren eines Gebäudes mit einer Mauerdicke von ursprünglich 0,85 Meter Stärke. Spuren eines Turmes fehlen. Reste einer Zisterne, die Erwin Poeschel gegen das Ende der 1920er Jahre noch vorfand, sind nicht mehr erkennbar.
Um 2010 wurde der Burghügel von Bäumen und Gestrüpp befreit.

## Geschichte
Über die Entstehung und Geschichte der Burg Wackenau liegen keine schriftlichen Unterlagen vor. Die Mauerreste lassen keine Rückschlüsse auf die Erbauung zu. Die Burg diente wohl dem Schutz der Strasse nach Trin, die östlich der Burg über eine Brücke (Punt veder = alte Brücke) führte.

## Galerie

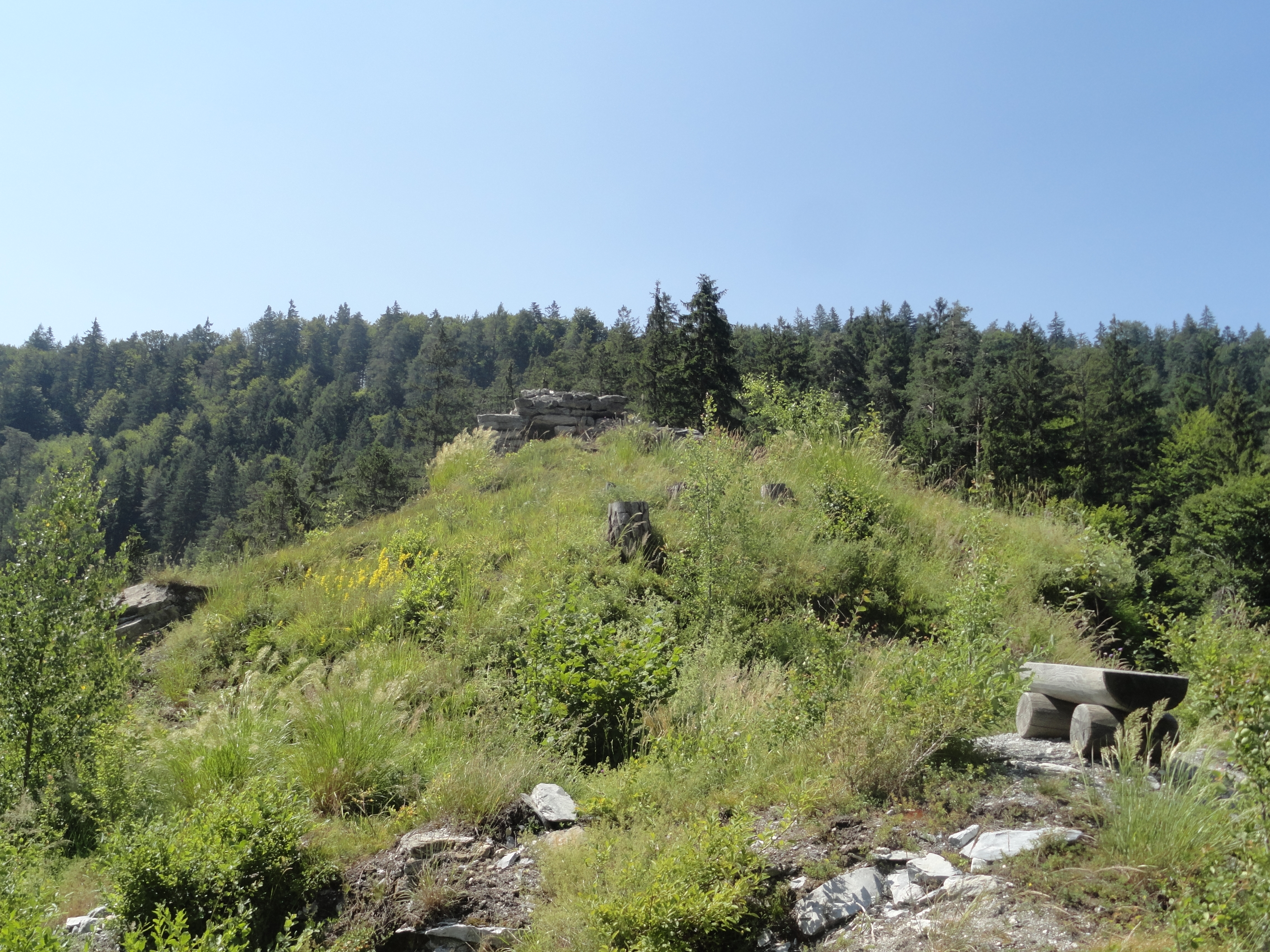
Blick nach Norden
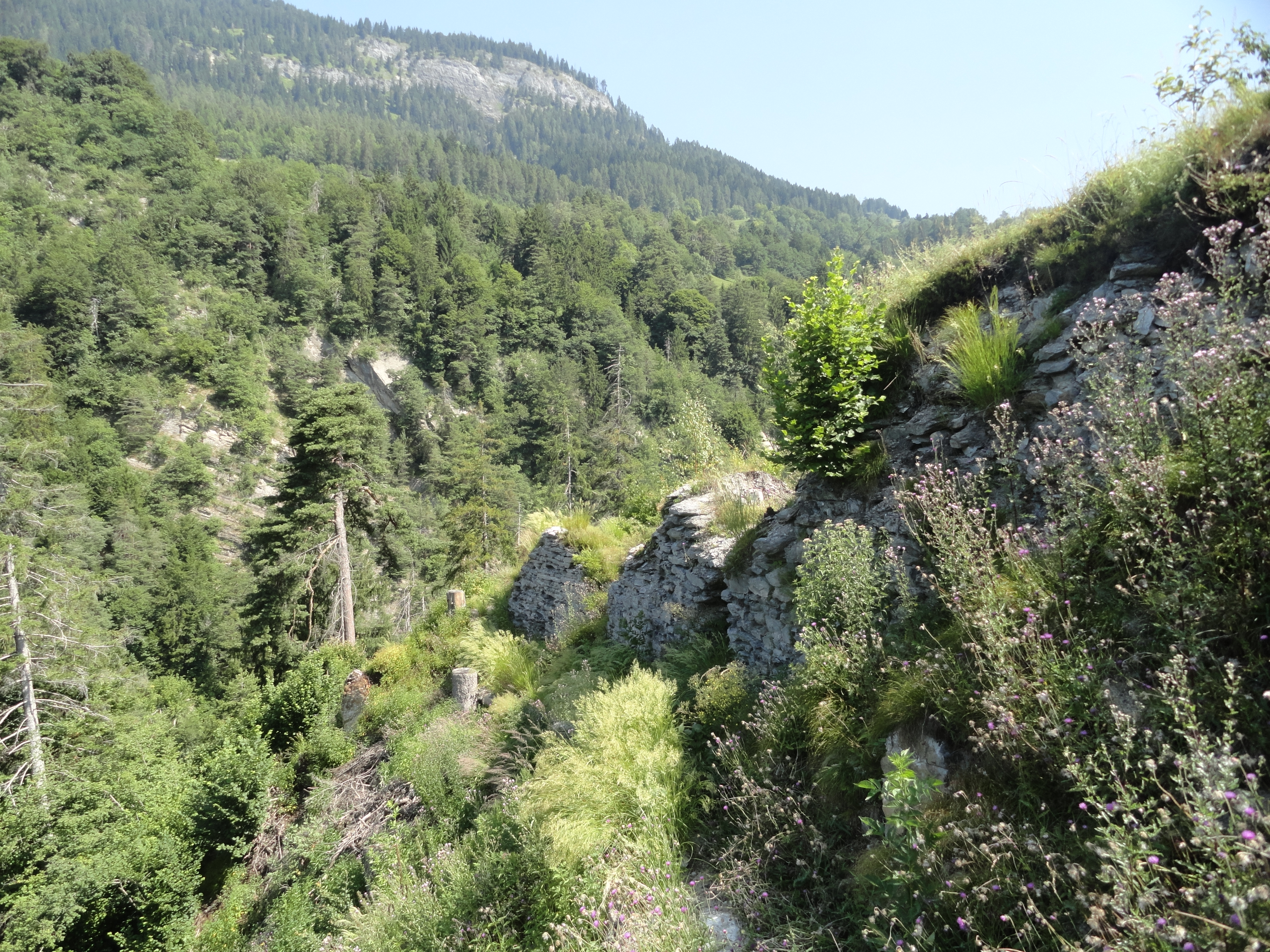
Beringrest im Westen
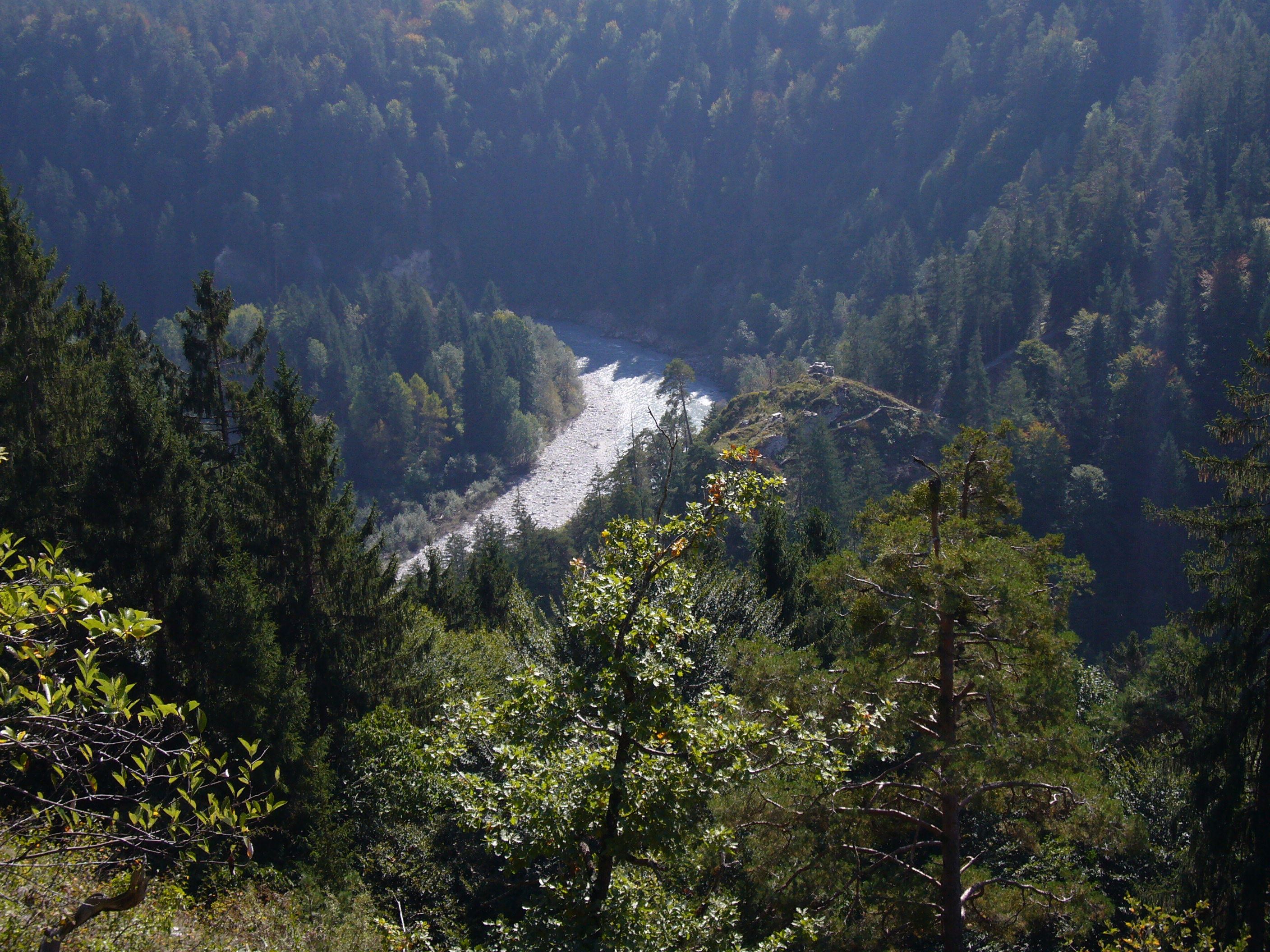
Burghügel
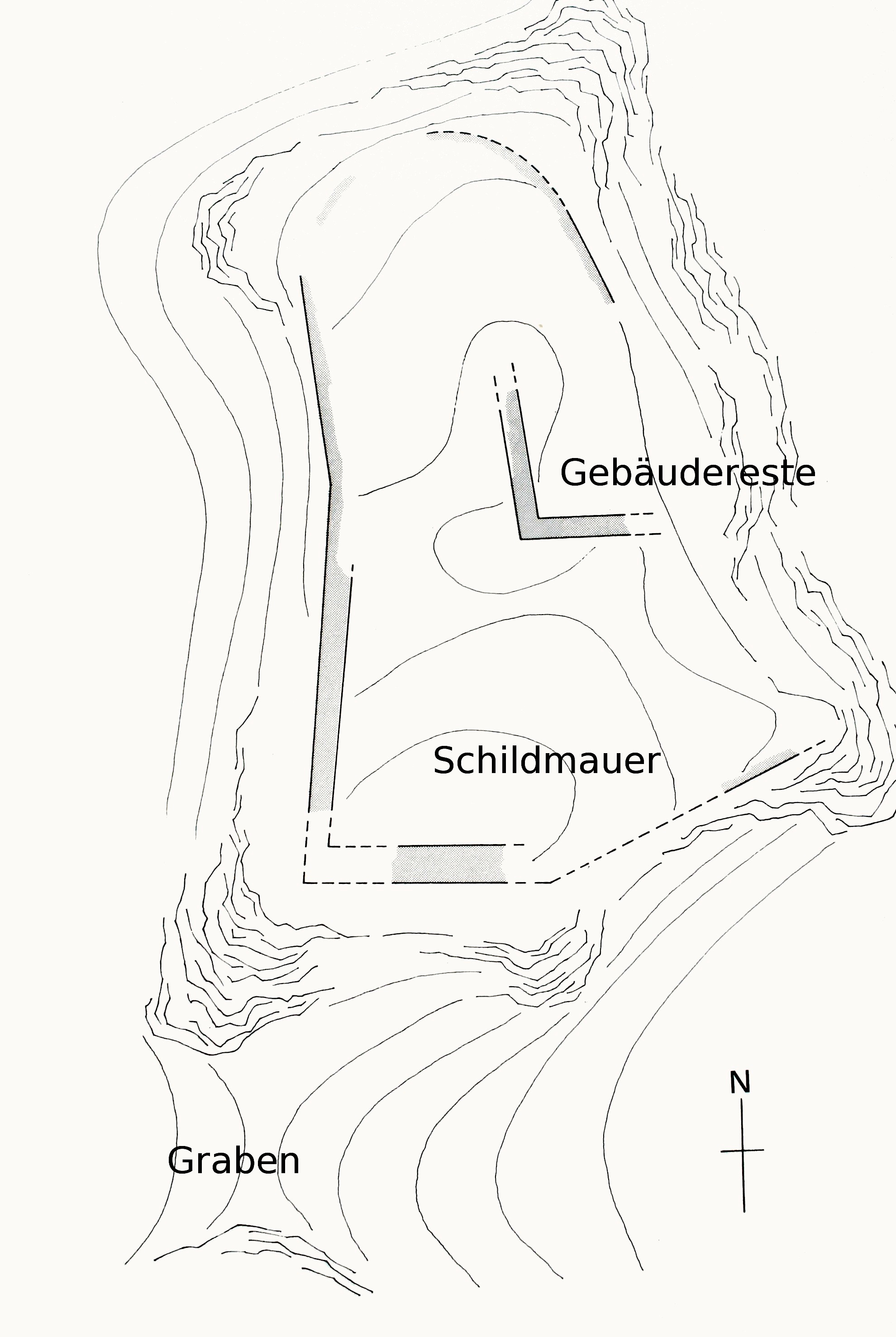
Grundriss